# Anwil Włocławek
El Anwil Włocławek es un equipo de baloncesto polaco que compite en la TBL, la primera división del país. Tiene su sede en la ciudad de Włocławek. Disputa sus partidos en el Hala Mistrzów, con capacidad para 4200 espectadores.

## Historia
El club se fundó en 1991 con la denominación Provide Włocławek, partiendo de la segunda división polaca, logrando el ascenso en su primera temporada. Ya en la Primera División, y con la denominación de Nobiles Włocławek, en su primera temporada eln la élite conseguirían acabar en la segunda posición final, después de haber sido primeros en la temporada regular.
Su único campeonato hasta el momento llegaría en 2003, derrotando en la final al Asseco Prokom Gdynia por 4-2.

## Posiciones en Liga
| Temporada | Nivel | Liga | Pos | Copa de Polonia  | Competiciones europeas | Competiciones europeas | Competiciones europeas |
| --------- | ----- | ---- | --- | ---------------- | ---------------------- | ---------------------- | ---------------------- |
| 2010–11   | 1     | PLK  | 6º  | Finalista        | 2 Eurocup              | RS                     | 1–5                    |
| 2011–12   | 1     | PLK  | 5º  |                  |                        |                        |                        |
| 2012–13   | 1     | PLK  | 4º  |                  |                        |                        |                        |
| 2013–14   | 1     | PLK  | 5º  |                  |                        |                        |                        |
| 2014–15   | 1     | PLK  | 12º |                  |                        |                        |                        |
| 2015–16   | 1     | PLK  | 4º  |                  |                        |                        |                        |
| 2016–17   | 1     | PLK  | 5º  | Finalista        |                        |                        |                        |
| 2017–18   | 1     | PLK  | 1º  | Semifinales      |                        |                        |                        |
| 2018–19   | 1     | PLK  | 1º  | Cuartos de final | 3 Champions League     | RS                     | 4–10                   |
| 2019–20   | 1     | PLK  | 3º  | Campeón          | 3 Champions League     | RS                     | 5–9                    |

## Anwil Włocławek en competiciones europeas
Copa de Europa de la FIBA 1993-94
| 2ª Ronda | Spartak Leningrad | Nobiles Włocławek | 63-103 | 76-69 |  |
| 3ª Ronda | KK Zadar          | Nobiles Włocławek | 86-60  | 78-75 |  |

Copa de Europa de la FIBA 1994-95
| 1ª Ronda       | Tapion Honka      | Nobiles Włocławek  | 81-90  | 96-82  |  |
| 2ª Ronda       | Nobiles Włocławek | Ovarense Aerosoles | 75-58  | 99-84  |  |
| 3ª Ronda       | BC Žalgiris       | Nobiles Włocławek  | 99-88  | 89-73  |  |
| Fase de grupos | Nobiles Włocławek | TAU Cerámica       | 80-88  | 111-88 |  |
| Fase de grupos | Benetton          | Nobiles Włocławek  | 111-81 | 85-100 |  |
| Fase de grupos | Nobiles Włocławek | Hapoel Philips     | 82-81  | 95-89  |  |
| Fase de grupos | ASK Brocéni       | Nobiles Włocławek  | 99-92  | 93-72  |  |
| Fase de grupos | Nobiles Włocławek | Fenerbahçe SK      | 95-83  | 108-93 |  |

Copa de Europa de la FIBA 1995-96
| 2ª Ronda       | BC Marc            | Nobiles Włocławek | 92-70  | 87-60  |  |
| 3ª Ronda       | Inter Slovnaft ZTS | Nobiles Włocławek | 87-76  | 80-59  |  |
| Fase de grupos | WBC Dynamo         | Nobiles Włocławek | 94-84  | 83-93  |  |
| Fase de grupos | Nobiles Włocławek  | BC Kalev          | 96-85  | 112-60 |  |
| Fase de grupos | Nobiles Włocławek  | BC Zrinjevac      | 84-81  | 98-94  |  |
| Fase de grupos | Union Olimpija     | Nobiles Włocławek | 87-77  | 97-85  |  |
| Fase de grupos | PAOK BC            | Nobiles Włocławek | 109-66 | 57-112 |  |

Eurocopa de la FIBA 1996-97
| Fase de grupos         | ASK Riga           | Nobiles Włocławek   | 103-95 | 93-92  |  |
| Fase de grupos         | Nobiles Włocławek  | Fenerbahçe SK       | 69-80  | 105-97 |  |
| Fase de grupos         | KK Savinjski Hopsi | Nobiles Włocławek   | 80-70  | 72-63  |  |
| Fase de grupos         | Nobiles Włocławek  | VL Scavolini Basket | 93-87  | 92-94  |  |
| Fase de grupos         | Nobiles Włocławek  | KK Rabotnički       | 82-76  | 86-88  |  |
| Dieciseisavos de final | Nobiles Włocławek  | KK Zagreb           | 84-79  | 85-83  |  |
| Octavos de final       | Nobiles Włocławek  | FC Porto            | 91-81  | 95-65  |  |

Copa Korać 1997-98
| Fase de grupos | CSCA Ukrtatnafta  | Nobiles Włocławek | 76-68 | 70-77 |
| Fase de grupos | Nobiles Włocławek | BK Ventspils      | 62-97 | 95-55 |
| Fase de grupos | Spartak           | Nobiles Włocławek | 97-53 | 76-84 |

Copa Korać 1999-00
| Fase de grupos         | BC Sema         | Anwil Włocławek    | 67-73 | 85-54 |  |
| Fase de grupos         | Ural Great      | Anwil Włocławek    | 83-79 | 89-75 |  |
| Fase de grupos         | Anwil Włocławek | CSCA Ukrtatnafta   | 83-62 | 86-79 |  |
| Dieciseisavos de final | Lugano Snakes   | Anwil Włocławek    | 60-71 | 72-67 |  |
| Octavos de final       | WATCO           | Anwil Włocławek    | 71-65 | 75-56 |  |
| Cuartos de Final       | Anwil Włocławek | Adecco Estudiantes | 74-69 | 84-55 |  |

Copa Saporta 2000-01
| Fase de grupos   | Anwil Włocławek   | KK Borac Nektar | 87-83 | 90-74 |  |
| Fase de grupos   | BC Slovakofarma   | Anwil Włocławek | 73-76 | 81-79 |  |
| Fase de grupos   | Anwil Włocławek   | WATCO           | 90-84 | 67-75 |  |
| Fase de grupos   | LinelTEX Basket   | Anwil Włocławek | 92-98 | 82-51 |  |
| Fase de grupos   | Anwil Włocławek   | Luhta           | 91-76 | 59-60 |  |
| Octavos de final | Caja San Fernando | Anwil Włocławek | 69-67 | 70-65 |  |
| Cuartos de final | Elan Chalon       | Anwil Włocławek | 65-54 | 72-63 |  |

Copa Saporta 2001-02
| Fase de grupos   | Anwil Włocławek  | BC Lietuvos Rytas | 72-89 | 91-66  |  |
| Fase de grupos   | Ricoh Astronauts | Anwil Włocławek   | 59-61 | 79-67  |  |
| Fase de grupos   | UNICS            | Anwil Włocławek   | 88-90 | 79-85  |  |
| Fase de grupos   | Anwil Włocławek  | Arkadia Lions     | 84-67 | 74-105 |  |
| Fase de grupos   | Telekom Baskets  | Anwil Włocławek   | 89-73 | 82-84  |  |
| Octavos de final | Anwil Włocławek  | BC Slovakofarma   | 95-78 | 74-68  |  |
| Cuartos de final | Panionios BC     | Anwil Włocławek   | 83-74 | 75-59  |  |
| Semifinales      | Pamesa Valencia  | Anwil Włocławek   | 77-65 | 53-58  |  |

## Palmarés
- FIBA Europe Cup
  - Campeón (1): 2023

- Liga de Polonia
  - Campeón (3): 2003, 2018, 2019
  - Subcampeón (8): 1993, 1994, 1999, 2000, 2001, 2005, 2006, 2010

- Copa de Polonia
  - Campeón (4): 1995, 1996, 2007, 2020
  - Subcampeón (3): 2004, 2011, 2017

- Supercopa de Polonia
  - Campeón (3): 2007, 2017, 2019

- Copa Saporta
  - Semifinales (1): 2002

- Copa Korać
  - Cuartos de final (1): 2000

## Números retirados
- 10 –  Andrzej Pluta (desde 2011)
- 12 – / Igor Griszczuk (desde 2006)

## Jugadores destacados
| - Dzianis Korshuk - Danilo Palalić - Mujo Tuljković - Scott Morrison - Ryan Wright - Živko Badžim - Ante Delaš - Alan Gregov - Hrvoje Kovačević - Vladimir Krstić - Josip Sobin - David Jelínek - Milan Soukup - Andrea Crosariol - Jānis Blūms - Gatis Jahovičs - Raimonds Miglinieks - Armands Šķēle - Edgars Šneps - Sandis Valters - Dainius Adomaitis - Valdas Dabkus - Deividas Dulkys - Arvydas Eitutavičius - Tomas Gaidamavičius - Gintaras Kadžiulis - Kęstutis Marčiulionis - Tomas Pačėsas - Valdas Vasylius - Donatas Zavackas - Dušan Bocevski - Bojan Pelkić - Chamberlain Oguchi - Patrick Okafor - Tomasz Andrzejewski - Mateusz Bartosz - Jerzy Bińkowski - Tomasz Celej - Kamil Chanas | - Michał Chyliński - Bartosz Diduszko - Przemysław Frasunkiewicz - Michał Gabiński - Michał Ignerski - Damian Janiak - Bartosz Jankowski - Tomasz Jankowski - Mirosław Kabała - Mateusz Kostrzewski - Łukasz Koszarek - Grzegorz Kukiełka - Kamil Łączyński - Adam Lapeta - Paweł Leończyk - Łukasz Majewski - Arkadiusz Makowski - Kacper Młynarski - Michał Nowakowski - Roman Olszewski - Piotr Pamuła - Marek Piechowicz - Andrzej Pluta - Łukasz Seweryn - Robert Skibniewski - Mariusz Sobacki - Michał Sokołowski - Piotr Stelmach - Szymon Szewczyk - Krzysztof Szubarga - Bartłomiej Tomaszewski - Marcin Twierdziński - Henryk Wardach - Robert Witka - Mikołaj Witliński - Bartłomiej Wołoszyn - Jarosław Zyskowski - Carlos Escalera - Fedor Dmitriev | - Jewgienij Kisurin - Andrey Komarovskiy - Slavko Duščak - Goran Jagodnik - Saša Mučič - Željko Zagorac - Danilo Anđušić - Marko Brkić - Nemanja Jaramaz - Nikola Jovanović - Dušan Katnić - Predrag Marković - Danilo Mijatović - Božidar Milošević - Miladin Mutavdzić - Nikola Otašević - Luka Pavićević - Djordje Prstojević - Goran Savanovič - Mlađan Šilobad - Mladen Šoškić - Oliver Stević - Nikola Vasojević - Dragan Vukčević - Boris Bojanovsky - Thomas Adams - Jaylin Airington - John Allen - Rashid Atkins - Ruben Boykin - Ian Boylan - Brandon Brown - Brian Brown - Jordan Callahan - Keith Clanton - Joe Crispin - Jason Crowe - Alan Daniels - Sean Dockery | - Taron Downey - Alex Dunn - Corsley Edwards - Nate Erdmann - Alton Ford - Marcus Ginyard - Lorinza Harrington - Gerrod Henderson - Chris Herren - Eric Hicks - Otis Hill - Louis Hinnant - Ryan Jamison - Ted Jeffries - Elijah Johnson - Dru Joyce - Lawrence Kinnard - Brandon Kurtz - Nick Lewis - Malcolm Mackey - Toney McCray - Myles McKay - Paul Miller - Ed O'Bannon - Kevin Owens - Kevyn Popovich - Brent Scott - Edward Scott - Chase Simon - Rashard Sullivan - Dante Swanson - Chris Thomas - D.J. Thompson - Mike Trimboli - Deonta Vaughn - James Washington - Tony Weeden - Keith Williams - Brett Winkelman | - Sharone Wright - Mark Dickel - Seid Hajrić - Ivan Almeida - Greg Surmacz - Igor Miličić - Stipe Modrić - Miloš Paravinja - Robert Tomaszek - Konrad Wysocki - Igor Griszczuk - Dardan Berisha - Evgenij Belousov - Vladimir Petrović - Slobodan Tošić - Kurt Looby - Philipp Czernin - Marshall Moses - Tyler Haws - Jonathan Kale - Kervin Bristol - Travis Young - Dominic Calegari - Matt Santangelo - Omar Barlett - Ajani Williams - David Logan - Jeff Nordgaard - Paul Graham - Peter Lisicky |